# Phalaenopsis lowii
Phalaenopsis lowii là một loài lan được tìm thấy ở Myanmar đến tây Thái Lan.

## Hình ảnh

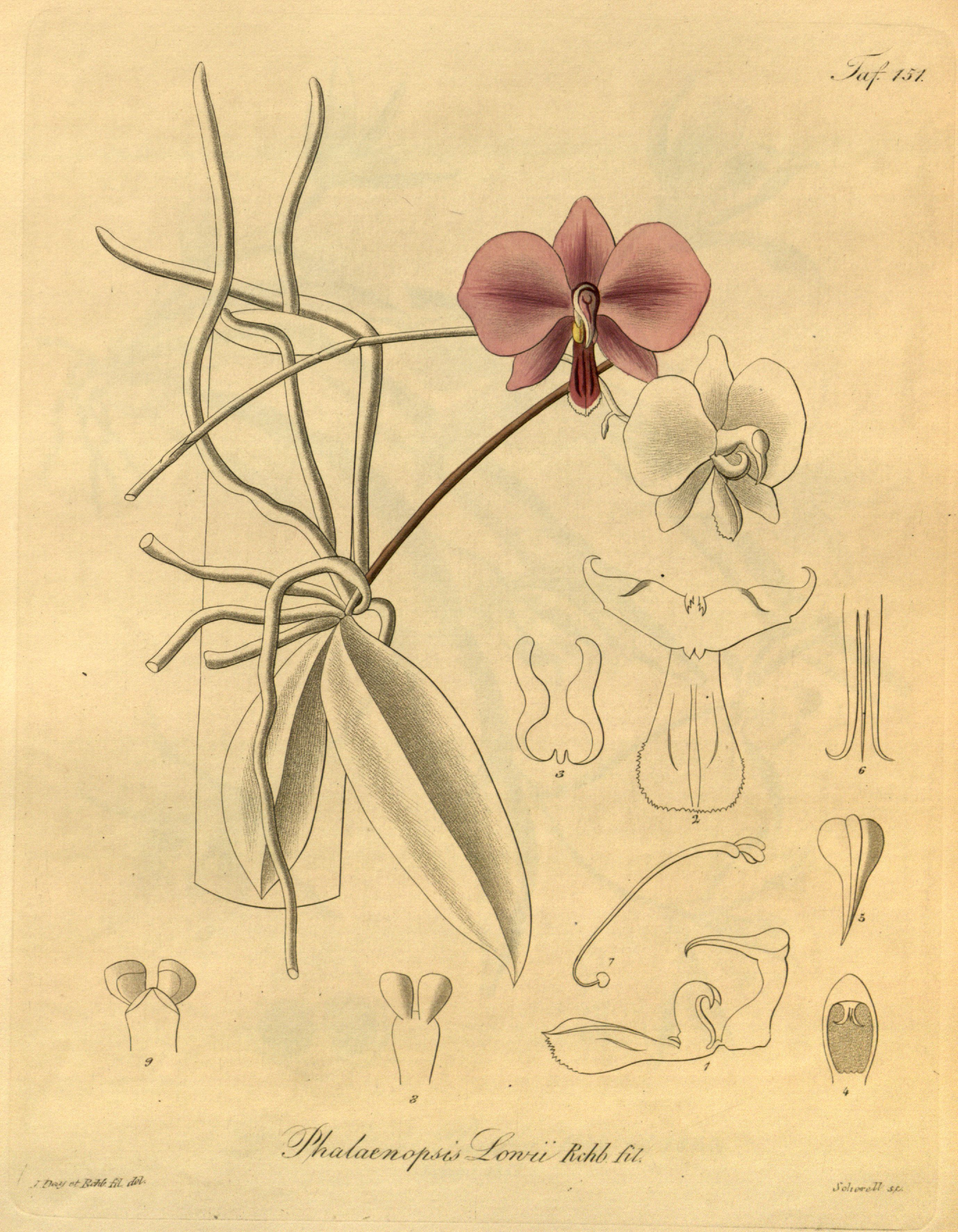
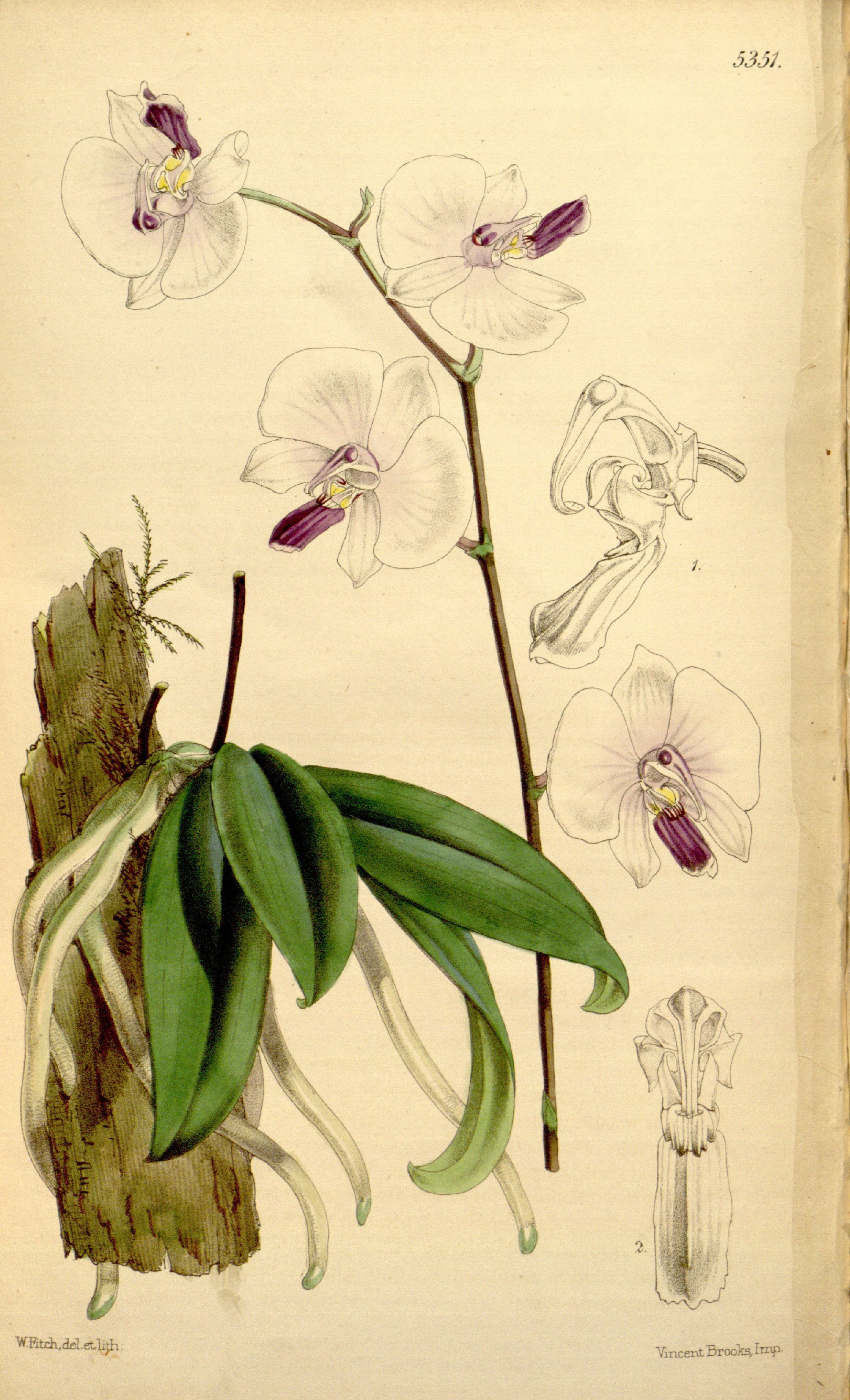
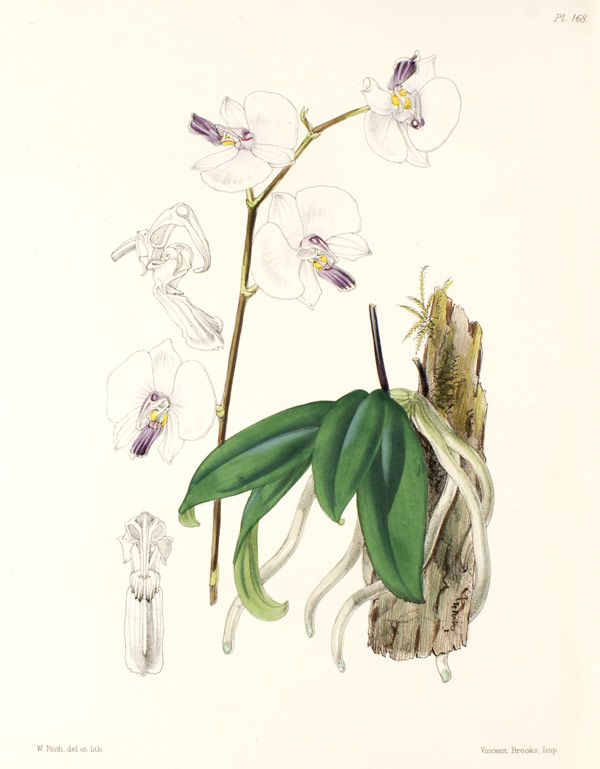